# Turtèl sguasaròt
Il turtèl sguasaròt (voce dialettale; al plurale turtèi sguasaròt, in italiano tortello guazzarotto) è un prodotto tipico della tradizione del Basso Mantovano.
La preparazione risale alla metà del XVII secolo, quando alla corte dei Gonzaga di Mantova operava il cuoco Bartolomeo Stefani.

## Ricetta
Per la preparazione della pasta fresca si adotta la ricetta tradizionale, ovvero uova, farina, olio di oliva e sale. La sfoglia ottenuta, ritagliata a quadri, viene farcita col ripieno, ripiegata e rifinita manualmente.
Una volta cotti in acqua bollente salata, i tortelli vengono scolati e stesi su un'asse affinché si asciughino. Una variante prevede che il tortello venga fritto in olio di arachidi. Vengono quindi serviti, freddi o tiepidi, con abbondante condimento (devono infatti "guazzare" nel sugo, da cui il nome) a base di vino cotto, chiodi di garofano, pane grattugiato e limone.